# Corinna Nilson

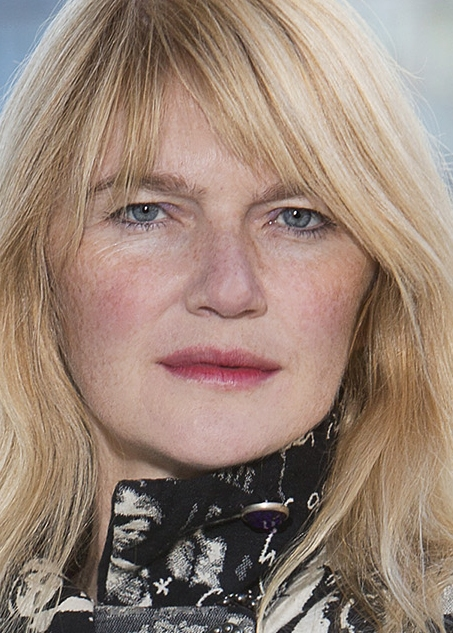
Corinna Nilson

Corinna Nilson (* 10. Mai 1971 in Köln) ist eine deutsche Schauspielerin.

## Leben
Corinna Nilson absolvierte ab 1992 eine Schauspielausbildung an der European Film Actor School in Zürich, die sie 1994 mit einem Diplom beendete. 1996 machte sie an der Uni Köln einen Abschluss als Master of Arts in Theater-, Film- und Fernsehwissenschaft, Germanistik und Psychologie und schloss 1999 eine weitere Ausbildung in Los Angeles in einer Master Class im Bereich englische Dialoge bei M.K. Lewis ab. Im Jahr 2000 erhielt sie ein Stipendium der Filmstiftung in Hollywood und besuchte die Filmklassen von Dominik Graf (2002), Sherry Hormann (2004) an der Internationalen Filmschule in Köln und bei Dani Levy (2008).

### Regie
Nilson führte Regie in einigen Theateraufführungen wie My Fair Lady beim Theaterfestival im Theater Casanova in Essen oder 1990 in der Aufführung von Günther, 1991 bei Sucht und Lügner, 1992 Jeanny, 1993 Pic-Nic, Indonesien, Linie 1, 1994 Ausleben und warm and wild.

## Filmografie (Auswahl)
- 1995: Fit mit Schmitt
- 1996: Lindenstraße (Fernsehserie, Folge 44 junge Hunde)
- 1997: Kommissar Schimpanski (Fernsehserie, Folge Die Babydiebin)
- 1997: Die Wache
- 1998: Höllische Nachbarn
- 1998: Der wirklich letzte Junggeselle
- 1998: T.V. Kaiser
- 1998: Marienhof
- 1998: Mit einem Bein im Grab (Fernsehserie, Folge Drunter und drüber)
- 1999: SK Kölsch (Fernsehserie, Folge Der Aap)
- 1999: Das Amt
- 1999: Anna H.
- 1999: Badesalz Comedy Stories
- 2000: Die Wache (Fernsehserie, Folge Recht und Ordnung)
- 2001: Mörder in Weiss
- 2001: Bei aller Liebe
- 2001: Der wirklich letzte Junggeselle (Kurzfilm)
- 2001: Citizen Subway (Kurzfilm)
- 2002: Kein Mann für eine Nummer
- 2002: Balko (Fernsehserie, Folge Pommes Tot-Weiß)
- 2003: Der Bulle von Tölz: Berliner Luft
- 2003: Bei aller Liebe (Fernsehserie, 2 Folgen)
- 2003: The Woods
- 2004: Papa und Mama
- 2004: Der gerissene Faden (Kurzfilm)
- 2006: Alles Atze (Fernsehserie, Folge Männersachen)
- 2006: Weibsbilder
- 2006: Alles was zählt
- 2007: Blaubär und Blöd
- 2010: Barriere
- 2011: Nachmieter (Kurzfilm)
- 2012: Die Rummwollffs
- 2013: Hinter dem Vorhang
- 2013: Mit dem Rucksack durch Europa
- 2014: Kalt Küssen (Kurzfilm)
- 2014: Nur ein Tanz
- 2015: Heldt (Fernsehserie, Folge Alles hat ein Ende …)
- 2015: Plan B (Kurzfilm)
- 2015: Arielle (Kurzfilm)
- 2015: Unter uns
- 2016: Wilsberg: Mord und Beton (Fernsehreihe)
- 2016: Das Löwenmädchen (Løvekvinnen)
- 2016: Frau Temme sucht das Glück[5] (Fernsehserie, Folge Alles nach Plan)
- 2015–2017: Comedy Rocket
- 2017: Dieter Not Unhappy
- 2018: Everyday (Kurzfilm)
- 2018: Blockbustaz (Fernsehserie, Folge Schicksal)
- 2018: Lifelines (Fernsehserie, Folge Wie du mir, so ich dir)
- 2018: Demonic
- 2019: Der König von Köln (Fernsehfilm)
- 2020: Tatort: Monster
- 2021: Väter allein zu Haus: Timo (Fernseh-Minireihe, Film 3)
- 2022: FBI: International (Fernsehserie, Folge #1.18 On These Waters)
- 2022: SOKO Köln (Fernsehserie, Folge The Big Bukowski)
- 2022: Piecht[6]
- 2023: SOKO Köln (Fernsehserie, Folge Das Trüffelschwein)

## Theater (Auswahl)
- 1986–1987: Faust
- 1991–1994: Aus Mangel an Beweisen
- 1995–1996: Das erste Mal
- 1996: 1…1…1…1Mensch Stuhl
- 1996: Minidamatick
- 1999–2002: Philharmonischer Chor
- 2004: Geschichte wird gemacht
- 2006: Die Bewerbung
- 2007: Die Apotheke
- 2007–2010: Die Pätschwörks II – die neue Frau
- 2008–2017: Fang den Mörder
- 2011–2019 Fang den Bösen
- 2015–2019 Hanni – Schicksalsjahre einer Putzfrau
- 2016–2019 R[h]einhören
- 2017 Der Salsakönig
- 2018 Alles lecker!